# Maestro di Alkmaar
Maestro di Alkmaar (attivo ad Alkmaar all'inizio del XVI secolo; fl. XVI secolo) viene comunemente indicato l'anonimo pittore olandese che ha realizzato la serie di sette tavole con le Opere di misericordia, provenienti dalla chiesa di San Lorenzo ad Alkmaar, datate al 1504 e ora conservate al Rijksmuseum di Amsterdam.

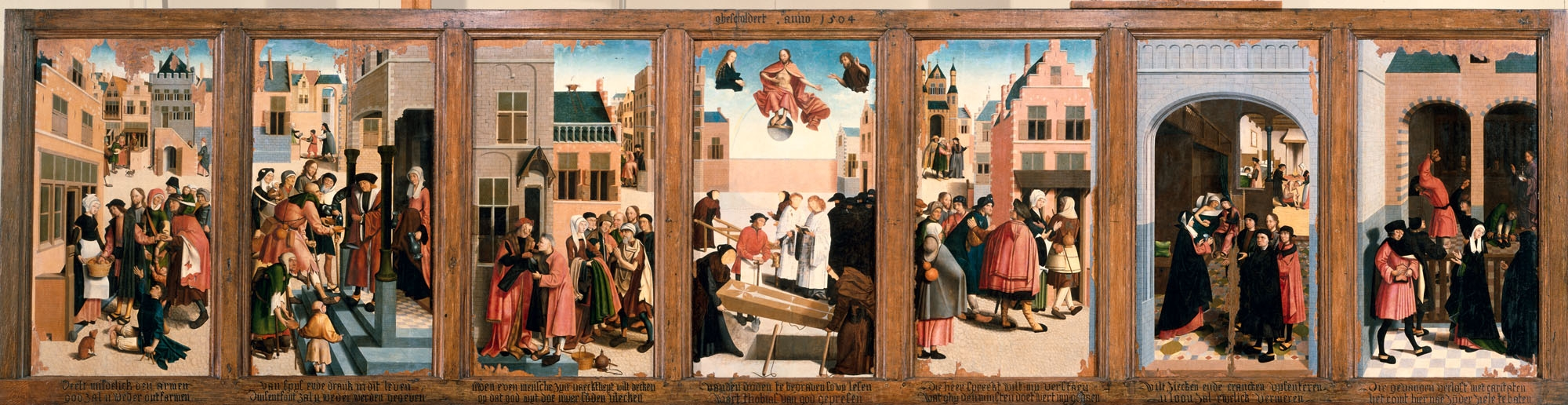
Maestro di Alkmaar, Le sette opere di misericordia, 1504, olio su tavola, Rijksmuseum, Amsterdam

Nelle tavole, accanto a reminiscenze di Geertgen tot Sint Jans, l'anonimo utilizza un colore tenue dalle tonalità chiare, con figure rese da un realismo leggermente caricaturale.
Per l'identificazione del maestro si è proposto il nome sia del fratello di Jacob Cornelisz van Oostsanen, Cornelis Buys, attivo ad Alkmaar dal 1490 al 1524, sia, più recentemente, di Pieter Gerritsz, originario di Haarlem, che fu ad Alkmaar nel 1502, nel 1518 ricevette un compenso per un modellino della chiesa di San Bavone a Haarlem, tra il 1515 e il 1529 lavorò per l'abbazia di Egmond e per San Lorenzo di Alkmaar, infine morì ad Haarlem nel 1540.
Le sette opere di misericordia corpale indicano le azioni concrete fatte per aiutare il prossimo nei suoi bisogni materiali, ovvero legati al corpo, da cui deriva corpale. 

## Le sette opere di misericordia
1. Nutrire gli affamati
2. Dar da bere agli assetati
3. Vestire gli ignudi
4. Seppellire i morti
5. Proteggere i viaggiatori
6. Confortare gli ammalati
7. Riscattare i prigionieri